# Huichicocha (Huancayo)
Huichicocha est un lac au Pérou situé dans la région de Junín, province de Huancayo, district de Chongos Alto.  
En 1999, un barrage a été érigé sur le Huichicocha, à l'extrémité nord du lac. Il est exploité par Electroperu.  